# Банешти (Дамбовица)
Банешти (рум. Bănești) насеље је у Румунији у округу Дамбовица у општини Салчоара. Oпштина се налази на надморској висини од 181 m.

## Становништво
Према подацима из 2002. године у насељу је живело 304 становника, од којих су сви румунске националности.